# Przełęcz Karkonoska
Przełęcz Karkonoska (1198 m n.p.m.) – przełęcz w głównym grzbiecie Karkonoszy, nad miejscowością Przesieka, pomiędzy Małym Szyszakiem a Śląskimi Kamieniami. Biegnie nią granica polsko-czeska. W Czechach nosi nazwę Slezské sedlo, niemiecka nazwa to Spindlerpass.
Wyraźne obniżenie w połowie Śląskiego Grzbietu składa się z dwóch przełęczy. Pierwszą od zachodu i głębszą jest Przełęcz Dołek (1178 m n.p.m.), a za Ptasim Kamieniem (1213 m n.p.m.) znajduje się właściwa Przełęcz Karkonoska o wysokości 1198 m n.p.m., do której zarówno od czeskiej, jak i od polskiej strony prowadzi asfaltowa droga. Jej polski odcinek jest bardzo zniszczony i zamknięty dla ruchu motorowego. Biorąc pod uwagę różnice nachyleń, która od dołu podjazdu z Podgórzyna (347 m n.p.m.) na przełęcz wynosi 891 m (na długości 12,44 km), jest to najtrudniejszy asfaltowy podjazd w Polsce. Jej nachylenie miejscami dochodzi do 29%, a średnia najbardziej stromego odcinka – 16%.
Nieco nad przełęczą znajduje się polskie schronisko Odrodzenie oraz (niżej) czeski hotel Špindlerova bouda o standardzie 3 i pół gwiazdki, zaś na samej przełęczy dawny budynek straży granicznej. Po czeskiej stronie, około 300 metrów niżej od Špindlerovej boudy mieści się także wojskowy ośrodek wypoczynkowy VS Malý Šišak, który powstał w okresie międzywojennym i nosił wówczas nazwę Adolf-Baude. W pobliżu, przy drodze prowadzącej do Szpindlerowego Młyna, znajduje się jeszcze kilka innych obiektów turystycznych.
Po wojnie funkcjonowała nazwa "Przełęcz Szpindlerowska".

## Szlaki turystyczne
- Główny Szlak Sudecki, Droga Przyjaźni Polsko-Czeskiej: Szklarska Poręba – Szrenica – Czeskie Kamienie – Przełęcz Karkonoska – Smogornia – Przełęcz pod Śnieżką
- Ścieżka nad Reglami: Trzy Świnki – Hutniczy Grzbiet – Przełęcz Karkonoska – Pielgrzymy
- do Podgórzyna przez Przesiekę
- – do Medvědí Boudy
- do Voseckej Boudy
- do Szpindlerowego Młyna[5]

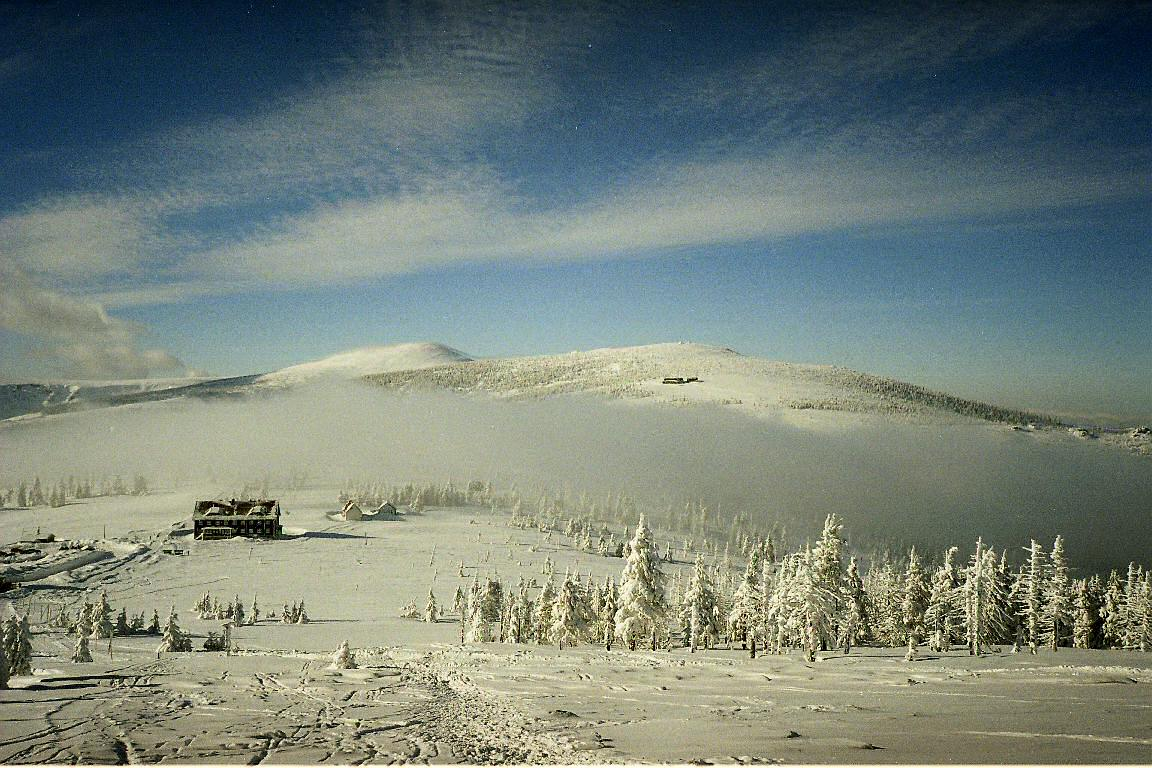
Przełęcz Karkonoska, widok od strony Małego Szyszaka. Styczeń 2005.
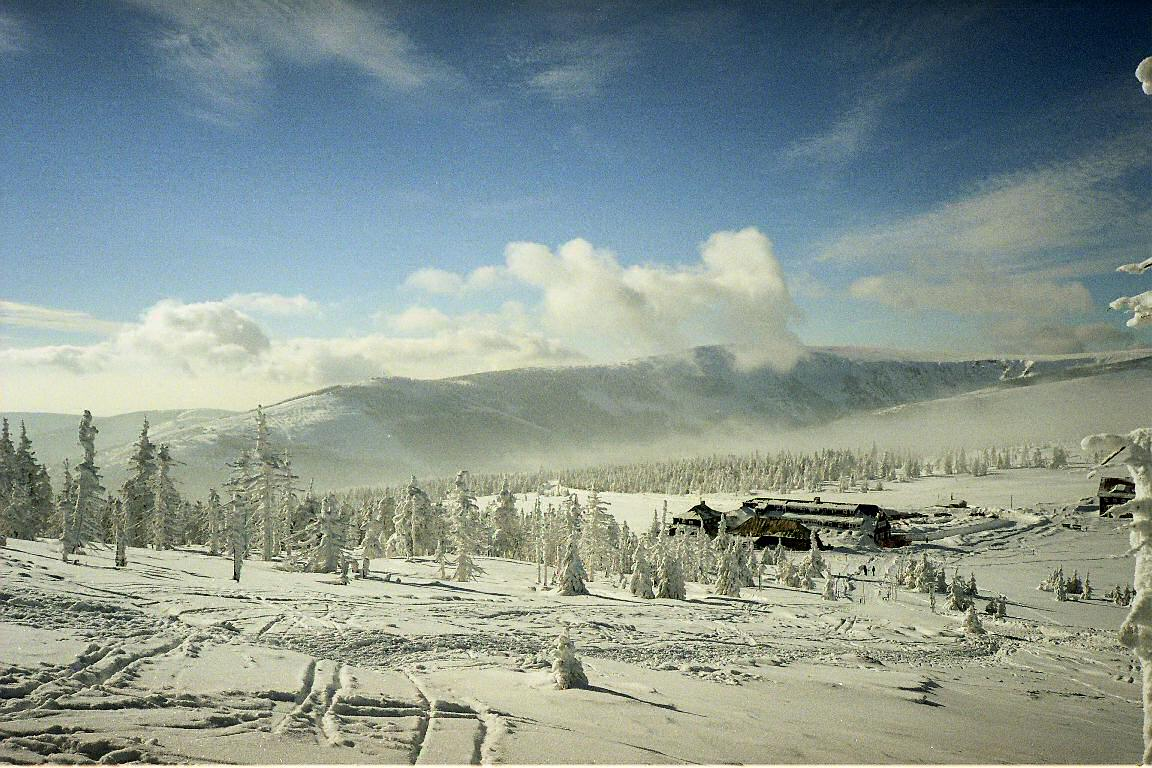
Czeski hotel Špindlerova bouda położone na Przełęczy Karkonoskiej. Widok od strony Małego Szyszaka. Styczeń 2005.

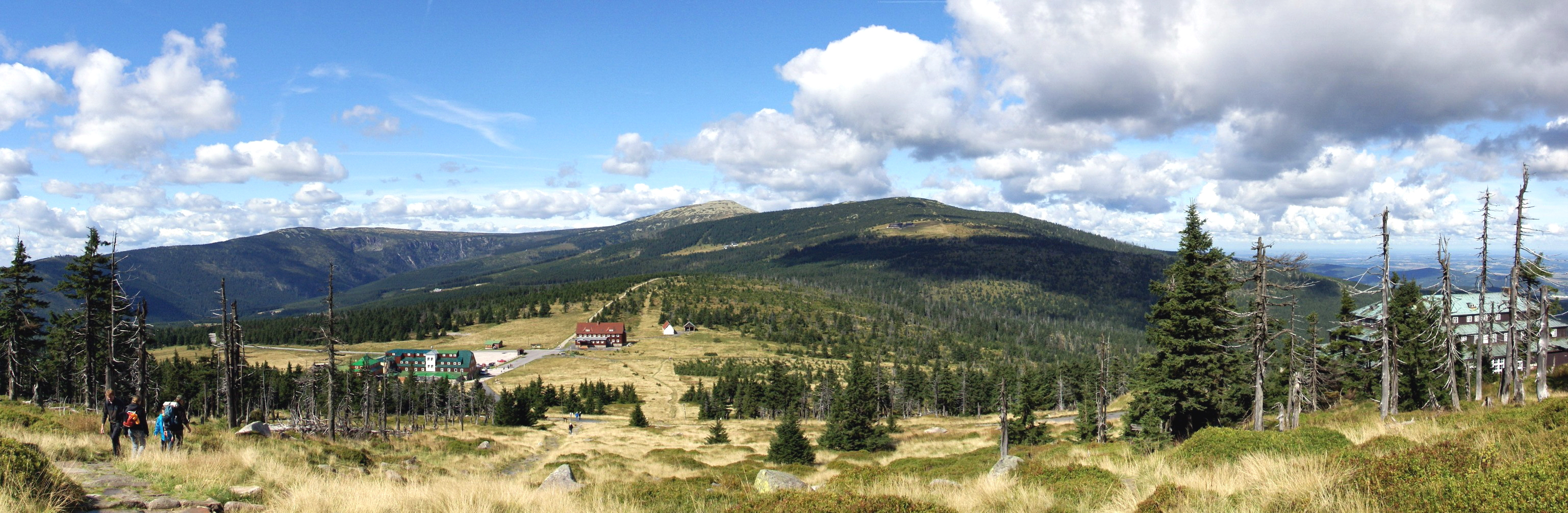
Panorama Przełęczy Karkonoskiej, z prawej strony - Schronisko Odrodzenie